# Masdevallia aurea
Masdevallia aurea är en orkidéart som beskrevs av Carlyle August Luer. Masdevallia aurea ingår i släktet Masdevallia och familjen orkidéer. Inga underarter finns listade i Catalogue of Life.